# Les Herbes sèches
Pour plus de détails, voir Fiche technique et Distribution.
Les Herbes sèches (Kuru Otlar Üstüne) est un film dramatique germano-franco-turc réalisé par Nuri Bilge Ceylan, sorti en 2023.
Le drame raconte l'histoire d'un jeune enseignant travaillant dans l'Anatolie orientale rurale et espérant s'installer à Istanbul lorsqu'il est accusé d'avoir eu des gestes déplacés envers une élève. Le film est présenté pour la première fois au Festival de Cannes en mai 2023. Une sortie en salle a lieu en juillet 2023 pour cette coproduction internationale entre la Turquie, la France et l'Allemagne.

## Synopsis
Samet, un jeune professeur d'art d'Istanbul, effectue son service civil dans un village reculé d'Anatolie. Après avoir enseigné pendant quatre ans dans une école locale, son collègue Kenan et lui sont confrontés à des accusations de harcèlement sexuel de la part de deux élèves. Samet a du mal à comprendre ces accusations. Il perd tout espoir d'échapper à la vie morne de la province. Au bout du compte, on se demande si le jeune homme est vraiment progressiste. Samet rencontre également Nuray, une enseignante, avec laquelle il pourra éventuellement surmonter sa peur,,.

## Fiche technique
Sauf indication contraire, les informations mentionnées dans cette section peuvent être confirmées par la base de données cinématographiques IMDb,  présente dans la section « Liens externes ».
- Titre original : Kuru Otlar Üstüne
- Titre français : Les Herbes sèches
- Réalisation : Nuri Bilge Ceylan
- Scénario : Nuri Bilge Ceylan, Ebru Ceylan, Akın Aksu
- Musique : Philip Timofeyev
- Photographie : Cevahir Şahin, Kürsat Üresin
- Montage : Oguz Atabas, Nuri Bilge Ceylan
- Décors : Meral Aktan
- Costumes : Gülsah Yüksel
- Production : Nuri Bilge Ceylan
- Productrice Exécutive : Mediha Didem Türemen
- Société de production : Radio-télévision de Turquie, Arte France Cinéma
- Pays de production :  Turquie (62,99%),  France (24,99%),  Allemagne (12,02%)
- Langue originale : turc
- Format : couleur — son Dolby Digital
- Genre : drame
- Durée : 197 minutes (3 h 17)
- Dates de sortie :
  - France : mai 2023 (Festival de Cannes)[4] ; 12 juillet 2023 (sortie nationale)

## Distribution
Sauf indication contraire, les informations mentionnées dans cette section peuvent être confirmées par la base de données cinématographiques IMDb,  présente dans la section « Liens externes ».
- Deniz Celiloğlu (tr) : Samet
- Musab Ekici (tr) : Kenan
- Merve Dizdar : Nuray
- Erdem Şenocak : Tolga
- Ece Bağcı : Sevim
- Onur Berk Arslanoğlu : Békir, le directeur de l'école
- Elif Ürse : Saimé, l'adjointe du directeur de l'école
- Yıldırım Güçlük : le directeur du secteur de l'éducation
- Ferhat Akgün : Atakan, le conseiller d'éducation
- Yüksel Aksu : Vahit, le vétérinaire
- Münir Can Cindoruk : Feyyaz
- Cengiz Bozkurt : le policier
- S. Emrah Özdemir : le sergent
- Elit Andaç Çam : Firdevs, une prof
- Nalan Kuruçim : Kevser, une prof
- Eylem Canpolat : Halime

## Production
Les Herbes sèches est le dixième long métrage du réalisateur turc Nuri Bilge Ceylan. Comme pour son œuvre précédente Le Poirier sauvage (2018), il a écrit le scénario en collaboration avec son épouse Ebru et Akın Aksu. Ils auraient travaillé sur le script pendant deux ans. Dans ce film, Nuri Bilge Ceylan est devenu pour la première fois le producteur principal, et Mediha Didem Türemen a assumé le rôle de productrice exécutive. Le film était une coproduction entre la Turquie, la France, l'Allemagne et la Suède. Pour les rôles principaux, Deniz Celiloğlu (tr) (Samet), Merve Dizdar (Nuray) et Musab Ekici (tr) (Kenan) ont été engagés. C'est la première fois que Ceylan travaille avec tous ces acteurs ensemble.
Le tournage a commencé à Erzurum à partir de mars 2021. Des prises de vue de la nature ont également été filmées à Adıyaman,,. Cevahir Şahin et Kürsat Üresin ont fait office de chefs opérateurs.
Le film a reçu un financement de 470 000 euros du Fonds Eurimages du Conseil de l'Europe, ainsi que 2 millions de livres turques (94 000 euros) du ministère turc de la Culture et du Tourisme. Le film a été produit par Arte France Cinéma et Radio-télévision de Turquie (TRT),. Les coûts de production ont été estimés à 3,5 millions d'euros.

## Accueil

### Accueil critique
En France, le site Allociné propose une moyenne de 4⁄5, fondée sur 28 critiques de presse.

## Distinctions
Sauf indication contraire, les informations mentionnées dans cette section peuvent être confirmées par la base de données cinématographiques IMDb,  présente dans la section « Liens externes ».

### Récompenses
- Festival de Cannes 2023 : Prix d'interprétation féminine pour Merve Dizdar
- Lumières 2024 : meilleure coproduction internationale

### Nominations et sélections
- Festival de Cannes 2023 : sélection officielle, en compétition